# Grand Prix Austrii 2014
Grand Prix Austrii 2014 (oficjalnie Formula 1 Grosser Preis von Österreich 2014) – ósma eliminacja Mistrzostw Świata Formuły 1 w sezonie 2014. Grand Prix odbyło się w dniach 20–22 czerwca 2014 roku na torze Red Bull Ring w Spielbergu.

## Lista startowa
Źródło: Wyprzedź Mnie!
| Nr | Kierowca          | Zespół                        | Samochód               | Silnik                         | Opony |
| -- | ----------------- | ----------------------------- | ---------------------- | ------------------------------ | ----- |
| 1  | Sebastian Vettel  | Infiniti Red Bull Racing      | Red Bull RB10          | Renault Energy F1-2014 1.6T V6 | P     |
| 3  | Daniel Ricciardo  | Infiniti Red Bull Racing      | Red Bull RB10          | Renault Energy F1-2014 1.6T V6 | P     |
| 4  | Max Chilton       | Marussia F1 Team              | Marussia MR03          | Ferrari 059/3 1.6T V6          | P     |
| 6  | Nico Rosberg      | Mercedes AMG Petronas F1 Team | Mercedes F1 W05 Hybrid | Mercedes-Benz PU106A 1.6T V6   | P     |
| 7  | Kimi Räikkönen    | Scuderia Ferrari              | Ferrari F14 T          | Ferrari 059/3 1.6T V6          | P     |
| 8  | Romain Grosjean   | Lotus F1 Team                 | Lotus E22              | Renault Energy F1-2014 1.6T V6 | P     |
| 9  | Marcus Ericsson   | Caterham F1 Team              | Caterham CT05          | Renault Energy F1-2014 1.6T V6 | P     |
| 10 | Kamui Kobayashi   | Caterham F1 Team              | Caterham CT05          | Renault Energy F1-2014 1.6T V6 | P     |
| 11 | Sergio Pérez      | Sahara Force India F1 Team    | Force India VJM07      | Mercedes-Benz PU106A 1.6T V6   | P     |
| 13 | Pastor Maldonado  | Lotus F1 Team                 | Lotus E22              | Renault Energy F1-2014 1.6T V6 | P     |
| 14 | Fernando Alonso   | Scuderia Ferrari              | Ferrari F14 T          | Ferrari 059/3 1.6T V6          | P     |
| 17 | Jules Bianchi     | Marussia F1 Team              | Marussia MR03          | Ferrari 059/3 1.6T V6          | P     |
| 19 | Felipe Massa      | Williams Martini Racing       | Williams FW36          | Mercedes-Benz PU106A 1.6T V6   | P     |
| 20 | Kevin Magnussen   | McLaren Mercedes              | McLaren MP4-29         | Mercedes-Benz PU106A 1.6T V6   | P     |
| 21 | Esteban Gutiérrez | Sauber F1 Team                | Sauber C33             | Ferrari 059/3 1.6T V6          | P     |
| 22 | Jenson Button     | McLaren Mercedes              | McLaren MP4-29         | Mercedes-Benz PU106A 1.6T V6   | P     |
| 25 | Jean-Éric Vergne  | Scuderia Toro Rosso           | Toro Rosso STR9        | Renault Energy F1-2014 1.6T V6 | P     |
| 26 | Daniił Kwiat      | Scuderia Toro Rosso           | Toro Rosso STR9        | Renault Energy F1-2014 1.6T V6 | P     |
| 27 | Nico Hülkenberg   | Sahara Force India F1 Team    | Force India VJM07      | Mercedes-Benz PU106A 1.6T V6   | P     |
| 44 | Lewis Hamilton    | Mercedes AMG Petronas F1 Team | Mercedes F1 W05 Hybrid | Mercedes-Benz PU106A 1.6T V6   | P     |
| 77 | Valtteri Bottas   | Williams Martini Racing       | Williams FW36          | Mercedes-Benz PU106A 1.6T V6   | P     |
| 99 | Adrian Sutil      | Sauber F1 Team                | Sauber C33             | Ferrari 059/3 1.6T V6          | P     |
| Nr | Kierowca          | Zespół                        | Samochód               | Silnik                         | Opony |

## Wyniki

### Sesje treningowe
Źródło: Wyprzedź Mnie!
| Sesja | Nr | Kierowca        | Konstruktor | Czas     | Okr. |
| ----- | -- | --------------- | ----------- | -------- | ---- |
| 1     | 6  | Nico Rosberg    | Mercedes    | 1:11,295 | 19   |
| 2     | 44 | Lewis Hamilton  | Mercedes    | 1:09,542 | 37   |
| 3     | 77 | Valtteri Bottas | Williams    | 1:09,848 | 22   |

### Kwalifikacje
Źródło: Wyprzedź Mnie!
| Poz. | Nr | Kierowca          | Konstruktor          | Q1       | Q2       | Q3       | Poz. s. |
| ---- | -- | ----------------- | -------------------- | -------- | -------- | -------- | ------- |
| 1    | 19 | Felipe Massa      | Williams             | 1:10,292 | 1:09,239 | 1:08,759 | 1       |
| 2    | 77 | Valtteri Bottas   | Williams             | 1:10,356 | 1:09,096 | 1:08,846 | 2       |
| 3    | 6  | Nico Rosberg      | Mercedes             | 1:09,695 | 1:08,974 | 1:08,944 | 3       |
| 4    | 14 | Fernando Alonso   | Ferrari              | 1:10,405 | 1:09,479 | 1:09,285 | 4       |
| 5    | 3  | Daniel Ricciardo  | Red Bull–Renault     | 1:10,395 | 1:09,638 | 1:09,466 | 5       |
| 6    | 20 | Kevin Magnussen   | McLaren-Mercedes     | 1:10,081 | 1:09,473 | 1:09,515 | 6       |
| 7    | 26 | Daniił Kwiat      | Toro Rosso–Renault   | 1:09,678 | 1:09,490 | 1:09,619 | 7       |
| 8    | 7  | Kimi Räikkönen    | Ferrari              | 1:10,285 | 1:09,657 | 1:10,795 | 8       |
| 9    | 44 | Lewis Hamilton    | Mercedes             | 1:09,514 | 1:09,092 | –        | 9       |
| 10   | 27 | Nico Hülkenberg   | Force India–Mercedes | 1:10,389 | 1:09,624 | –        | 10      |
| 11   | 11 | Sergio Pérez      | Force India–Mercedes | 1:10,124 | 1:09,754 | –        | 11      |
| 12   | 22 | Jenson Button     | McLaren–Mercedes     | 1:10,252 | 1:09,780 | –        | 12      |
| 13   | 1  | Sebastian Vettel  | Red Bull–Renault     | 1:10,630 | 1:09,801 | –        | 13      |
| 14   | 13 | Pastor Maldonado  | Lotus–Renault        | 1:10,821 | 1:09,939 | –        | 14      |
| 15   | 25 | Jean-Éric Vergne  | Toro Rosso–Renault   | 1:10,161 | 1:10,073 | –        | 15      |
| 16   | 8  | Romain Grosjean   | Lotus–Renault        | 1:10,461 | 1:10,642 | –        | 16      |
| 17   | 99 | Adrian Sutil      | Sauber–Ferrari       | 1:10,825 | –        | –        | 17      |
| 18   | 21 | Esteban Gutiérrez | Sauber–Ferrari       | 1:11,349 | –        | –        | 18      |
| 19   | 17 | Jules Bianchi     | Marussia–Ferrari     | 1:11,412 | –        | –        | 19      |
| 20   | 10 | Kamui Kobayashi   | Caterham–Renault     | 1:11,673 | –        | –        | 20      |
| 21   | 4  | Max Chilton       | Marussia–Ferrari     | 1:11,775 | –        | –        | 21      |
| 22   | 9  | Marcus Ericsson   | Caterham–Renault     | 1:12,673 | –        | –        | 22      |

### Wyścig

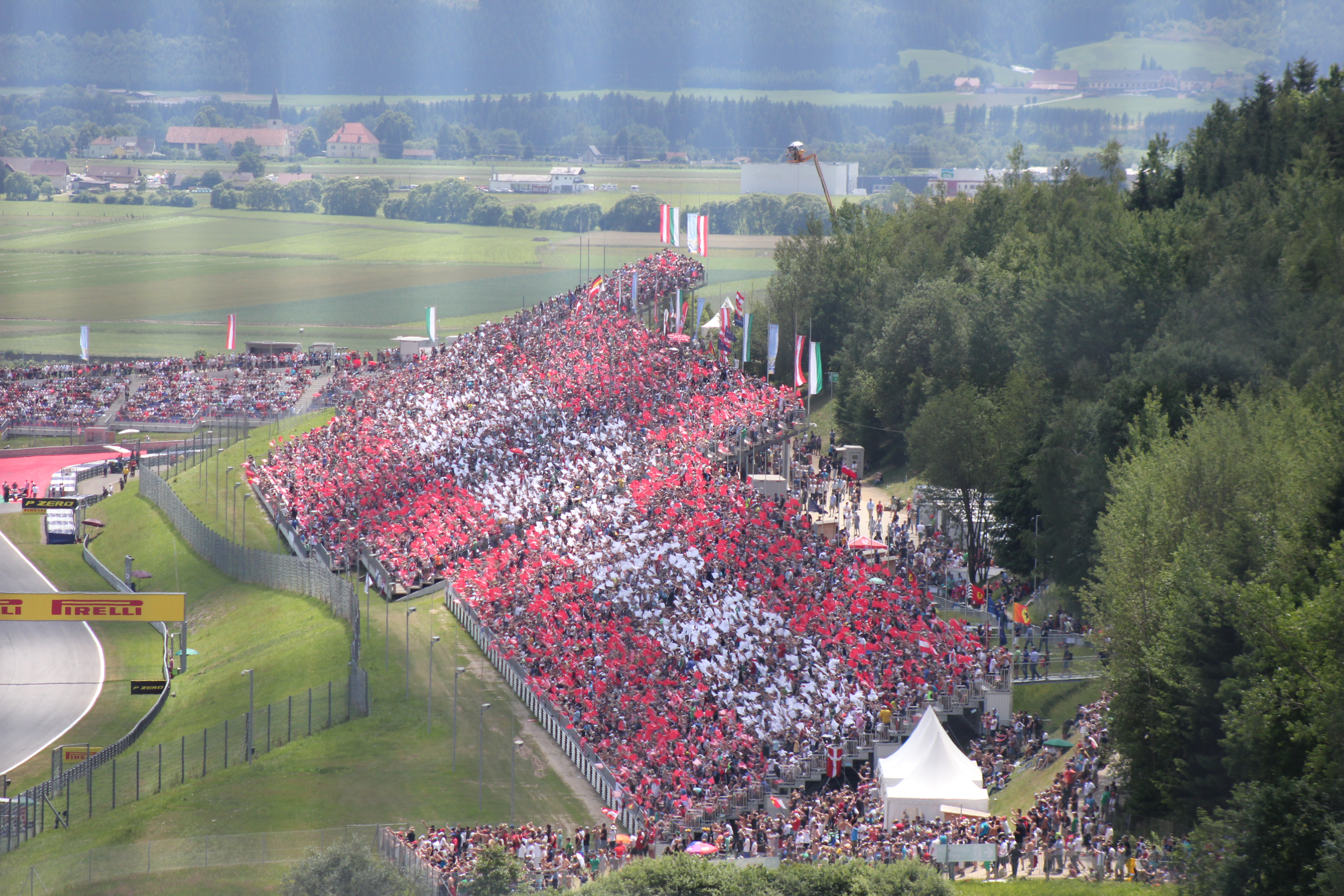
Widownia podczas wyścigu

Źródło: Wyprzedź Mnie!
| P                 | + / –     | Nr | Kierowca          | Konstruktor          | Okr. | Czas / Strata      | Komentarz |
| ----------------- | --------- | -- | ----------------- | -------------------- | ---- | ------------------ | --------- |
| 1                 | 2         | 6  | Nico Rosberg      | Mercedes             | 71   | 1h27m54,976        |           |
| 2                 | 7         | 44 | Lewis Hamilton    | Mercedes             | 71   | +0:01,932          |           |
| 3                 | 1         | 77 | Valtteri Bottas   | Williams–Mercedes    | 71   | +0:08,172          |           |
| 4                 | 3         | 19 | Felipe Massa      | Williams–Mercedes    | 71   | +0:17,358          |           |
| 5                 | 1         | 14 | Fernando Alonso   | Ferrari              | 71   | +0:18,553          |           |
| 6                 | 9         | 11 | Sergio Pérez      | Force India–Mercedes | 71   | +0:28,546          |           |
| 7                 | 1         | 20 | Kevin Magnussen   | McLaren–Mercedes     | 71   | +0:32,031          |           |
| 8                 | 3         | 3  | Daniel Ricciardo  | Red Bull–Renault     | 71   | +0:43,522          |           |
| 9                 | 3         | 27 | Nico Hülkenberg   | Force India–Mercedes | 71   | +0:44,137          |           |
| 10                | 2         | 7  | Kimi Räikkönen    | Ferrari              | 71   | +0:47,777          |           |
| 11                | Bez zmian | 22 | Jenson Button     | McLaren–Mercedes     | 71   | +0:50,966          |           |
| 12                | 1         | 13 | Pastor Maldonado  | Lotus–Renault        | 70   | +1 okr. (1 okr.)   |           |
| 13                | 3         | 99 | Adrian Sutil      | Sauber–Ferrari       | 70   | +1 okr. (26,338)   |           |
| 14                | 2         | 8  | Romain Grosjean   | Lotus–Renault        | 70   | +1 okr. (34,797)   |           |
| 15                | 3         | 17 | Jules Bianchi     | Marussia–Ferrari     | 69   | +2 okr. (1 okr.)   |           |
| 16                | 3         | 10 | Kamui Kobayashi   | Caterham–Renault     | 69   | +2 okr. (31,977)   |           |
| 17                | 4         | 4  | Max Chilton       | Marussia–Ferrari     | 69   | +2 okr. (2,111)    |           |
| 18                | 2         | 9  | Marcus Ericsson   | Caterham–Renault     | 69   | +2 okr. (7,435)    |           |
| 19                | 2         | 21 | Esteban Gutiérrez | Sauber–Ferrari       | 69   | +2 okr. (0,292)    |           |
| Niesklasyfikowani |           |    |                   |                      |      |                    |           |
|                   |           | 25 | Jean-Éric Vergne  | Toro Rosso–Renault   | 59   | hamulce            |           |
|                   |           | 1  | Sebastian Vettel  | Red Bull–Renault     | 34   | jednostka napędowa |           |
|                   |           | 26 | Daniił Kwiat      | Toro Rosso–Renault   | 24   | przebita opona     |           |
| P                 | + / –     | Nr | Kierowca          | Konstruktor          | Okr. | Czas / Strata      | Komentarz |

### Najszybsze okrążenie
Źródło: Wyprzedź Mnie!
| Nr | Kierowca     | Konstruktor | Czas     | Okr. |
| -- | ------------ | ----------- | -------- | ---- |
| 11 | Sergio Pérez | Force India | 1:12,142 | 59   |

## Prowadzenie w wyścigu
Źródło: Racing–Reference.info
| Nr                              | Kierowca        | Okrążenia    | Suma |
| ------------------------------- | --------------- | ------------ | ---- |
| 6                               | Nico Rosberg    | 26-40, 47-71 | 38   |
| 19                              | Felipe Massa    | 1-13, 41-42  | 14   |
| 11                              | Sergio Pérez    | 15-26        | 11   |
| 14                              | Fernando Alonso | 42-47        | 5    |
| 77                              | Valtteri Bottas | 13-15, 40-41 | 3    |
| \| Wykres \| \| ------ \| \| \| |                 |              |      |
| Wykres                          |                 |              |      |
|                                 |                 |              |      |

## Klasyfikacja po wyścigu

### Kierowcy
| P  | +/− | Kierowca          | Starty | Punkty | P1 | P2 | P3 | PP | NO | NS |
| -- | --- | ----------------- | ------ | ------ | -- | -- | -- | -- | -- | -- |
| 1  | 0   | Nico Rosberg      | 8      | 165    | 3  | 5  | –  | 3  | 3  | –  |
| 2  | 0   | Lewis Hamilton    | 8      | 136    | 4  | 2  | –  | 4  | 1  | 2  |
| 3  | 0   | Daniel Ricciardo  | 8      | 83     | 1  | –  | 2  | –  | –  | 2  |
| 4  | 0   | Fernando Alonso   | 8      | 79     | –  | –  | 1  | –  | –  | –  |
| 5  | 0   | Sebastian Vettel  | 8      | 60     | –  | –  | 2  | –  | 1  | 3  |
| 6  | 0   | Nico Hülkenberg   | 8      | 59     | –  | –  | –  | –  | –  | –  |
| 7  | +1  | Valtteri Bottas   | 8      | 55     | –  | –  | 1  | –  | –  | 1  |
| 8  | −1  | Jenson Button     | 8      | 43     | –  | –  | 1  | –  | –  | –  |
| 9  | +2  | Felipe Massa      | 8      | 30     | –  | –  | –  | 1  | 1  | 1  |
| 10 | −1  | Kevin Magnussen   | 8      | 29     | –  | 1  | –  | –  | –  | 1  |
| 11 | −1  | Sergio Pérez      | 7      | 28     | –  | –  | 1  | –  | 1  | 1  |
| 12 | 0   | Kimi Räikkönen    | 8      | 19     | –  | –  | –  | –  | 1  | –  |
| 13 | 0   | Romain Grosjean   | 8      | 8      | –  | –  | –  | –  | –  | 3  |
| 14 | 0   | Jean-Éric Vergne  | 8      | 8      | –  | –  | –  | –  | –  | 4  |
| 15 | 0   | Daniił Kwiat      | 8      | 4      | –  | –  | –  | –  | –  | 2  |
| 16 | 0   | Jules Bianchi     | 8      | 2      | –  | –  | –  | –  | –  | 3  |
| 17 | 0   | Adrian Sutil      | 8      | 0      | –  | –  | –  | –  | –  | 4  |
| 18 | 0   | Marcus Ericsson   | 8      | 0      | –  | –  | –  | –  | –  | 3  |
| 19 | +3  | Pastor Maldonado  | 7      | 0      | –  | –  | –  | –  | –  | 3  |
| 20 | −1  | Esteban Gutiérrez | 8      | 0      | –  | –  | –  | –  | –  | 3  |
| 21 | −1  | Max Chilton       | 8      | 0      | –  | –  | –  | –  | –  | 1  |
| 22 | −1  | Kamui Kobayashi   | 8      | 0      | –  | –  | –  | –  | –  | 3  |
| P  | +/− | Kierowca          | Starty | Punkty | P1 | P2 | P3 | PP | NO | NS |

### Konstruktorzy
| P  | +/− | Konstruktor          | Starty | Punkty | P1 | P2 | P3 | PP | NO | NS |
| -- | --- | -------------------- | ------ | ------ | -- | -- | -- | -- | -- | -- |
| 1  | 0   | Mercedes             | 16     | 301    | 7  | 7  | –  | 7  | 4  | 2  |
| 2  | 0   | Red Bull–Renault     | 16     | 143    | 1  | –  | 4  | –  | 1  | 5  |
| 3  | 0   | Ferrari              | 16     | 98     | –  | –  | 1  | –  | 1  | –  |
| 4  | 0   | Force India–Mercedes | 15     | 87     | –  | –  | 1  | –  | 1  | 1  |
| 5  | +1  | Williams–Mercedes    | 16     | 85     | –  | –  | 1  | 1  | 1  | 2  |
| 6  | −1  | McLaren–Mercedes     | 16     | 72     | –  | 1  | 1  | –  | –  | 1  |
| 7  | 0   | Toro Rosso–Renault   | 16     | 12     | –  | –  | –  | –  | –  | 8  |
| 8  | 0   | Lotus–Renault        | 15     | 8      | –  | –  | –  | –  | –  | 6  |
| 9  | 0   | Marussia–Ferrari     | 16     | 2      | –  | –  | –  | –  | –  | 4  |
| 10 | 0   | Sauber–Ferrari       | 16     | 0      | –  | –  | –  | –  | –  | 7  |
| 11 | 0   | Caterham–Renault     | 16     | 0      | –  | –  | –  | –  | –  | 6  |
| P  | +/− | Konstruktor          | Starty | Punkty | P1 | P2 | P3 | PP | NO | NS |